# Kauhaselkä
Kauhaselkä är en del av sjön Kemi träsk i Finland.   Den ligger i landskapet Lappland, i den norra delen av landet, 700 km norr om huvudstaden Helsingfors. Kauhaselkä ligger 190 meter över havet.